# Touchet (Washington)
Pour les articles homonymes, voir Touchet.
Touchet est une census-designated place située dans le comté de Walla Walla, dans l’État de Washington, aux États-Unis. Lors du recensement de 2010, elle comptait 421 habitants. Touchet n’est pas incorporée.

## Démographie
| Groupe            | Touchet | Washington | États-Unis |
| ----------------- | ------- | ---------- | ---------- |
| Blancs            | 86,2    | 77,3       | 72,4       |
| Autres            | 9,7     | 8,7        | 18,8       |
| Métis             | 1,7     | 4,7        | 2,9        |
| Asiatiques        | 1,2     | 7,2        | 4,8        |
| Amérindiens       | 1,0     | 1,5        | 0,9        |
| Océaniens         | 0,2     | 0,6        | 0,2        |
| Total             | 100     | 100        | 100        |
|                   |         |            |            |
| Latino-Américains | 23,5    | 11,2       | 16,7       |

Selon l'American Community Survey, pour la période 2011-2015, 70,42 % de la population âgée de plus de 5 ans déclare parler anglais à la maison, alors que 28,85 % déclare parler l'espagnol et 0,73 % le thaï.